# Siegrun Sieglová
Siegrun Sieglová (rozená Thonová; * 29. října 1954 Apolda, Durynsko) je bývalá východoněmecká atletka, olympijská vítězka v pětiboji (100 m překážek, vrh koulí, skok do výšky, skok daleký, běh na 200 m) a halová mistryně Evropy ve skoku do dálky.

## Sportovní kariéra
Na Mistrovství Evropy v atletice 1974 v Římě obsadila v pětiboji 4. místo (4 548 bodů). Dne 19. května 1976 v Drážďanech vytvořila výkonem 699 cm nový světový rekord ve skoku dalekém. Po deseti dnech vylepšila tehdejší světové maximum své krajanky Angely Voigtové, jež na stejném místě 9. května skočila do vzdálenosti 692 cm. První ženou, jež překonala sedmimetrovou hranici se stala sovětská atletka litevské národnosti Vilma Bardauskienė, která 18. srpna 1978 v Kišiněvě skočila 707 cm.

### Olympijské hry 1976
V roce 1976 reprezentovala na Letních olympijských hrách v Montrealu. Kvalifikace a finále ženské dálky byla na programu v pátek 23. července. V kvalifikaci obsadila výkonem 642 cm celkové čtvrté místo. Ve dvanáctičlenném finále předvedla nejdelší pokus ve třetí sérii, ve které skočila 659 cm a zařadila se na průběžné druhé místo. V následující sérii se však zlepšila Lidija Alfejevová ze Sovětského svazu, jež rozhodčí naměřili 660 cm a v páté sérii skočila Američanka Kathy McMillanová 666 cm. Sieglová v konečném pořadí obsadila 4. místo, když olympijskou vítězkou se stala její krajanka Angela Voigtová, která v úvodu předvedla 672 cm.
Největšího úspěchu své kariéry dosáhla o tři dny později, když se stala olympijskou vítězkou v pětiboji. Celkově získala 4 745 bodů. Stejného bodového zisku však dosáhla i Christine Bodnerová rovněž z NDR. O vítězce nakonec rozhodovalo umístění v jednotlivých disciplínách. Sieglová porazila Bodnerovou v úvodním běhu na 100 m překážek, v dálce a v závěrečném běhu na 200 metrů, což rozhodlo o jejím celkovém vítězství. Na stupních vítězů stanula i Burglinde Pollaková, jež vybojovala pro NDR bronzovou medaili.

### Ostatní úspěchy
V roce 1979 se stala ve Vídni halovou mistryní Evropy ve skoku dalekém (670 cm). Stříbrnou medaili tehdy vybojovala výkonem 642 cm Jarmila Nygrýnová. Na Letních olympijských hrách v Moskvě v roce 1980 se zúčastnila již jen skoku do dálky. Ve finále obsadila 5. místo (687 cm).